# Alicia Machado
Yoseph Alicia Machado Fajardo (Maracay, Aragua, 1976. december 6. –) venezuelai színésznő, énekes és a negyedik venezuelai nő, aki megnyerte a Miss Universe koronát.
Édesapja venezuelai, édesanyja pedig kubai származású. 1995-ben megnyerte a Miss Venezuela szépségversenyt, majd egy évvel később 1996-ban a Miss Universe-t.

## Súlygyarapodás botrány
Uralkodása alatt, mint Miss Universe, Machado súlyfeleslegre tett szert ezért a Miss Universe Organization azt fontolgatta, hogy a koronát Taryn Mansell Arubának adja. Végül Aliciának sikerült némi súlyfeleslegtől megszabadulnia így megőrizte címét. Donald Trump kevésbé volt nagylelkű vele. Howard Stern egy élő rádió adása, amely támogatta az 1997-es Miss Universe szépségversenyt, "kaja gép"nek nevezte. Ezzel tett szert nemzetközi hírnévre.

## A Miss Universe után
1998-ban debütált a népszerű venezuelai szappanoperában a Samanthában, amelyben a főszerepet játszotta. A Samantha sikere után, amely ismert színésznővé tette szerepet kapott az Infierno en el Paraisoban. 2001-ben egy kis szerepet játszott a nemzetközi szinten is sikeres telenovellában, a Secreto de Amor-ban. 2004 és 2005 között kereskedelmi TV-modell-ként folytatta karrierjét, diétás termékeket népszerűsített. 2005-ben a La Granja de los famosos című spanyol valóságshowban szerepelt, azzal okozott nagy botrányt, amikor lefeküdt a show egy másik szereplőjével a kamerák előtt. Amikor a show és a képek nyilvánosságra kerültek Bobby Abreu felbontotta az eljegyzésüket. 2006. február 19-én debütált a Cantando Por Un Sueño című mexikói valóságshowban. Ez a műsor nagyon hasonlít az amerikai Dancing with the Stars és a spanyol Mira Quién Baila című műsorokra. Ekkoriban szerepelt a mexikói kiadású Playboy magazin címlapján is. A képeket Donald Trumpnak és Shane Filannek szentelte. Ezzel ő az egyetlen Miss Universe, aki meztelenül szerepelt a Playboyban.
Jelenleg Mexikóvárosban él. 2008. június 28-án adott életet lányának, Dinorah Valentinának, akinek apja Rafael Hernandez Linares mexikói üzletember.
2010. január 22-én megkapta a Paseo de las Luminarias kitüntetést, Mexikóvárosban, amellyel művészi karrierjét ismerték el.

## Szerepei

### Színház
- 2010: Hairspray
- 2009: Un amante a la medida

### Játékfilmek
- 2007: I love Miami
- 2006: Cansada de besar sapos

### Televíziós sorozatok
- 2009: Los simuladores
- 2007: El Pantera
- 2000: Estamos Unidos
- 1997: The Nanny

### Telenovellák
- 2015: Lo imperdonable
- 2013: La Madame
- 2012: Porque el amor manda
- 2011: Una Familia con suerte
- 2009: Hasta que el dinero nos separe
- 2009: Atrevete a Soñar
- 2007: Amor sin maquillaje
- 2002: Mambo y Canela
- 2001: Secreto de Amor
- 1999: Infierno en el paraíso
- 1998: Samantha

### Programok
- 2012: Mira Quien Baila
- 2012: 2012 Premios Juventud
- 2007: Nuestra Belleza Latina

## Díjak
- ACE
  - 1998 – Best New Actress in Samantha
- Midia
  - 1998 – Best New Actress in Samantha
- Paseo de las Luminarias
  - 2010: Művészi pályafutás elismerése Mexikóban

## Fordítás
- Ez a szócikk részben vagy egészben  az   Alicia Machado című angol Wikipédia-szócikk fordításán alapul.  Az eredeti cikk szerkesztőit annak laptörténete sorolja fel. Ez a jelzés csupán a megfogalmazás eredetét és a szerzői jogokat jelzi, nem szolgál a cikkben szereplő információk forrásmegjelöléseként.